# Молодая Германия
«Молодая Германия» (нем. Junges Deutschland) — политическое и литературное движение в Германии XIX века.

## Тайное общество
Тайное революционное общество было создано основателем Молодой Италии Джузеппе Мадзини и Карлом Теодором Батом в Швейцарии в 1834. Первоначально носило название «Новая Германия». Общество занималось нелегальной революционной пропагандой в Германии. Массовая высылка немецких эмигрантов из Швейцарии летом 1836 привела к распаду общества.
В 1845 общество «Молодая Германия» было восстановлено в Швейцарии; его члены участвовали в восстаниях в Юго-Западной Германии во время Революции 1848—1849. В 1850 окончательно распалось.

## Литературная группа
«Молодой Германией» также называлась группа немецких писателей либерально-революционного направления. Лидерами Молодой Германии сначала считались Бёрне и Гейне. В противоположность романтикам 10-х и 20-х годов, проникнутым узким немецким патриотизмом, Молодая Германия преклонялась перед Францией, её политической жизнью и литературой; едва ли когда-нибудь единение обеих наций было более тесным. Париж был местом паломничества для немецких радикалов, романами Бальзака и особенно Жорж Санд зачитывалась немецкая интеллигенция, а в более тесные круги пролагали себе путь идеи французского сенсимонизма.
Обоюдоострая ирония Гейне скоро заставила Молодую Германию отказаться от его союзничества; наиболее выдающимся бойцом её теперь оказался Гуцков, поднявший целую бурю своими первыми смелыми романами, направленными против стеснений совести и «плоти».
Молодая Германия подверглась критике со стороны Вольфганга Менцеля, который обвинял её в космополитизме, в революционной пропаганде, неверии и безнравственности. Толчком к критике послужила публикация романа Гуцкова «Валли сомневающаяся». В 1835 году сейм Германского Союза во Франкфурте объявил о суровых мерах: произведения Молодой Германии — даже будущие — были запрещены, издателям и книгопродавцам сделаны грозные внушения, число дозволенных в Германии иностранных журналов сокращено. Совет в своем распоряжении поименовал 5 наиболее опасных писателей Молодой Германии: Гейне, Лаубе, Гуцкова, Мундта и Винбарга, видя в них вожаков революционного движения.
Впоследствии к «Молодой Германии» присоединились ещё Г. Маркграфф, Э. Вилькомм, Г. Кюне, А. Юнг, А. Гласбреннер. К началу 1840-х годов движение «Молодая Германия», позитивная программа которого была расплывчатой и неопределённой, перестало существовать.